# Prolatiforceps thulia
Prolatiforceps thulia är en tvåvingeart som beskrevs av Martin 1975. Prolatiforceps thulia ingår i släktet Prolatiforceps och familjen rovflugor.
Artens utbredningsområde är Arizona. Inga underarter finns listade i Catalogue of Life.